# Klein-Siegharts
Klein-Siegharts (früher auch Sieghards) ist ein Dorf in der Marktgemeinde Schönbach im Bezirk Zwettl in Niederösterreich. Die Ortschaft hat 50 Einwohner (Stand 1. Jänner 2024).

## Geografie
Die Ortschaft liegt westlich von Schönbach an der Landesstraße L 7199 nach Großpertenschlag und zugleich linksseitig über dem Kleinen Kamp. Sie besteht aus dem Ort und dem östlich gelegenen Sägewerk Stieglitzmühle und umfasste am 1. April 2020 genau 22 Adressen.

## Geschichte
Der Ort wurde 1371 zum ersten Mal schriftlich erwähnt, der Name bedeutet „Sitz eines Sieghart“. 1757 wurde das Dorf von Arbesbach nach Schönbach umgepfarrt. Die Betkapelle im Ort wurde 1892 errichtet.
Im Jahr 1822 wurde der Ort als Dorf mit acht Häusern genannt, das nach Schönbach eingepfarrt war, wohin auch die Kinder eingeschult wurden. Die Herrschaft Rappottenstein besaß die Ortsobrigkeit, übte die Landgerichtsbarkeit aus, besorgte die Konskription und hatte die Grundherrschaft inne.
Laut Franziszeischen Kataster bestand die im Jahr 1823 mit Sieghards bezeichnete Ortslage damals aus sieben Gehöften.
Nach dem Umbruch 1848 und der Bildung der Ortsgemeinden kam der Ort 1849 zur Gemeinde Schönbach.
Laut Adressbuch von Österreich waren im Jahr 1938 in Klein-Siegharts einige Landwirte mit Direktvertrieb ansässig.